# Oratorio delle Stimmate
L'oratorio delle Stimmate è un luogo di culto cattolico che si trova nei sotterranei della basilica di San Lorenzo a Firenze, sotto la cappella Neroni.

## Storia e descrizione

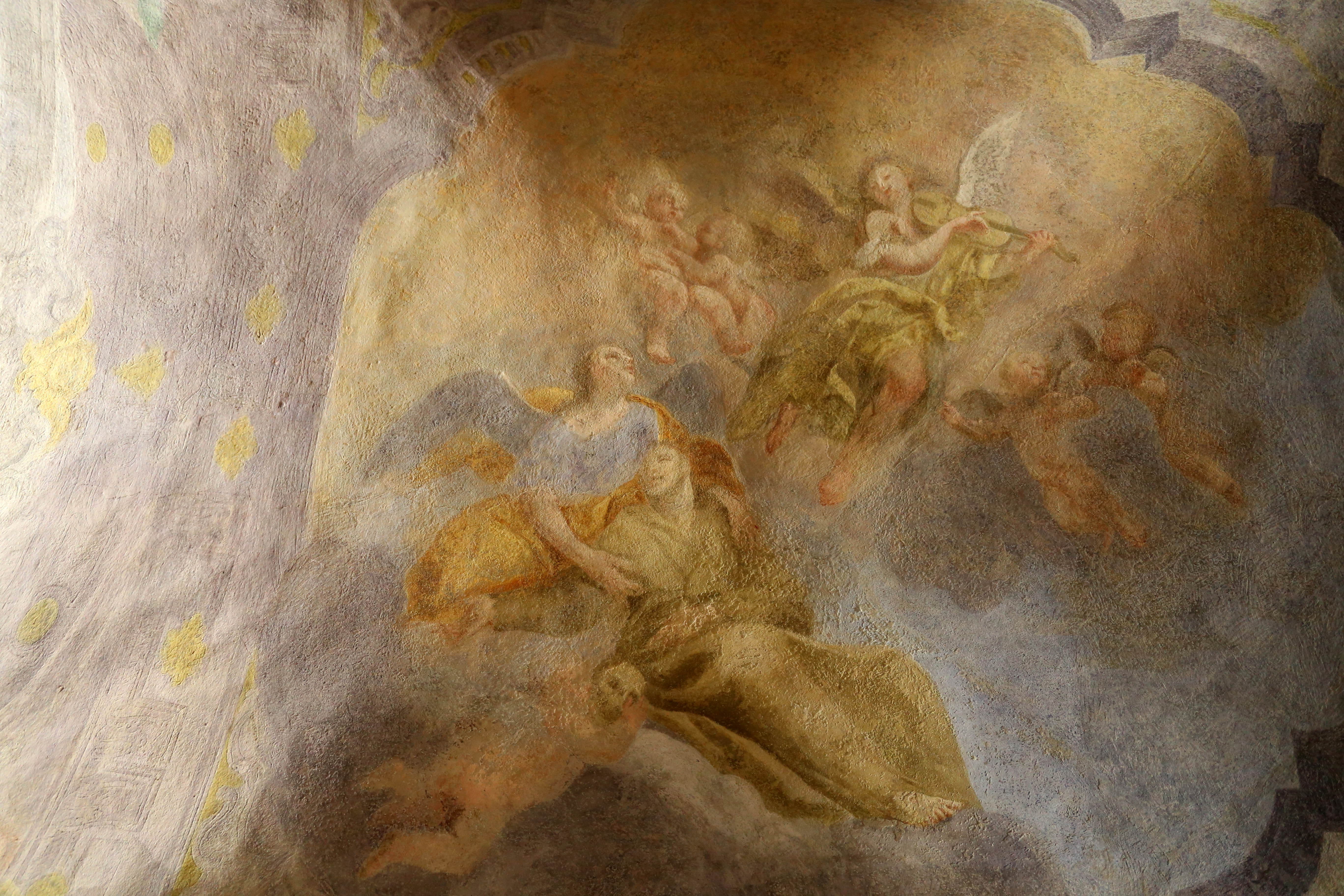
Decorazioni della volta

La Confraternita delle Stimmate di San Francesco ebbe questo locale da Ferdinando I de' Medici nel 1596. L'ambiente principale dell'oratorio è composto di due navatelle, coi rispettivi altare. A sinistra si trova un dipinto di Mario Balassi, pittore del XVII secolo, con San Francesco che riceve le stimmate. A destra una Madonna col Bambino attribuibile allo pseudo Pier Francesco Fiorentino, entro una tela dei Santi Diego d'Alcalà e Chiara con angeli del XVII secolo. 
Nel tesoro della Confraternita, che contiene stoffe ed arredi sacri di gran valore, si conserva una statuetta in terracotta smaltata, policroma, rappresentante San Giovanni Battista, attribuita a Giovanni Della Robbia.
Sul pavimento sono incassate iscrizioni sepolcrali del XIV secolo.
L'oratorio è oggi usata come cappella funebre e per funzioni speciali.